# Vintersemestre
Vintersemestre byla finská black metalová kapela založená v roce 1991. Stěžejní témata kapely byly anti-křesťanství, šamanismus, čarodějnictví a satanismus. Součástí loga je obrácený pentagram.
Po třech neoficiálních demech vyšlo v roce 1995 u firmy MMI Records první EP Jääverisaatana. První studiové album s názvem Kirkkokyrpä spatřilo světlo světa v roce 1996 díky firmě Autonomy Productions (předtím MMI Records). Od té doby kapela žádný další materiál nevydala, není přesně známo, kdy se rozpadla.

## Diskografie

### Demo nahrávky
- Demo #1 (1993)
- Demo #2 (1994)
- Demo #3 (1994)

### Studiová alba
- Kirkkokyrpä (1996)

### EP
- Jääverisaatana (1995)[2][3]